# Yhi
Yhi var en sol- och skapargudinna i aboriginsk (gamilaraayfolket) religion.
Hon sov och vaknade i drömtiden av ljudet av en visselpipa, och då hon såg på jorden kom det första ljuset från hennes ögon. Hon vandrade därefter över världen: växterna sköt upp ur hennes fotspår, och hon skapade avsiktligt djur och insekter för att hon ville se något som kunde dansa. Innan hon återvände till himmeln skapade hon tiden genom årstiderna och lovade de levande att de skulle dö med hjälp av tiden och därefter kunna göra henne sällskap i himlen. Hennes andra besök på jorden gav upphov till den första soluppgången, och därefter skapade hon den första kvinnan genom en blomma, för att komplettera mannen, som väcktes och fördes ned till jorden för att göra djuren sällskap med kvinnan. 

### Fotnoter
1. ↑  Fuller, Robert S.; Norris, Ray P.; Trudgett, Michelle (2013), The Astronomy of the Kamilaroi People and their Neighbours, Cornell University Library, arXiv:1311.0076